# Faculté des sciences de Meknès
La faculté des sciences de Meknès est un établissement d'enseignement supérieur public situé à Meknès (Maroc) qui a été créée en 1982.
Elle comporte les départements suivants:
- Biologie
- Physique
- Géologie
- Chimie
- Informatique
- Mathématique